# I Yabba-Dabba Do!
I Yabba-Dabba Do! (Los Picapiedra: La boda de Pebbles en Hispanoamérica, y La boda de los Picapiedra en España) es una telepelicula animada basada en la serie original de Los Picapiedras y su spin-off El Show de Pebbles y Bam-Bam. La película se estrenó en el canal ABC (El mismo canal en que se emitió la serie original Los Picapiedras), el 7 de febrero de 1993. La telepelicula tenía un nivel relativamente alto de calidad de la animación.

## Argumento
Pebbles Picapiedra, que ahora trabaja para una agencia de publicidad y Bam-Bam Mármol, que trabaja en una tienda de reparación de automóviles, deciden casarse después de que Bam-Bam propone con un poema, en medio de la calle (irónicamente después de que Pebbles piensa equivocadamente, que estaba tratando de deshacerse de ella, cuando ella leyó una carta que se inició, con la palabra "Querida Pebbles"). Sin embargo, Pedro ha perdido dinero cuando apostó su nido de huevos en su equipo, la roca de fondo Brontos. Pedro intenta pedir un aumento del Sr. Rajuela, pero su mal genio le cuesta su trabajo.
Pedro necesitó la ayuda de su mejor amigo Pablo, para traer más dinero para la boda de sus hijos, pero ellos finalmente fallan, ya que terminan perdiendo el dinero de Pablo, a manos de una inmobiliaria estafador. Mientras tanto, la madre de Vilma, Perla Slaghoople, llega para ayudar con la boda. Pebbles y Bam-Bam deciden casarse en Rock Vegas, debido a las discusiones y las peleas de sus padres, pero después de que se vayan, Vilma y Betty logran descubrir la verdad acerca de Pedro, luego de que Pablo dijo que Pedro, fue el responsable de la pérdida de los ahorros de Vilma. Pedro es desalojado de la casa, después de haber sido abusado físicamente por Vilma, su madre, y Dino, pero luego se disculpa con Pablo, Wilma y Betty, antes de que él le pide ayuda a Pablo y le pidió que fueran a Rock Vegas, a buscar a toda costa a Pebbles y Bam-Bam y traerlos de regreso a Piedradura, antes de que sus hijos logren su objetivo, de casarse en Rock Vegas.
Pedro y Pablo fueron definitivamente a Rock Vegas, a buscar a Pebbles y Bam-Bam, pero se detienen en un casino, donde Pablo gana más dinero, apostando a una ruleta de la suerte. Tras ello, Pedro y Pablo son atacados por la pandilla "Los asaltantes de Bodas", después de que ellos confundieron a la pandilla con Pebbles y Bam-Bam y creyeron que sus hijos ya estaban casados. Pablo tomó una foto de la pandilla, robando una pareja de recién casados. Poco después, Pedro y Pablo son rescatados por Bam-Bam desde un volcán y luego Pebbles confesó que iban a casarse, si no fuera por la intervención de la pandilla de delincuentes y. Durante la persecución, la foto de "Los Asaltantes de Bodas" se rompe, por lo que Pedro, Pablo, Pebbles, Bam-Bam y la pandilla de "Los Asaltantes de Bodas", fueron arrestados por la policía de Rock Vegas y llevados a la cárcel del mencionado lugar.
Mientras llegaban los invitados a la iglesia de Piedradura, donde se realizaría la boda de Pebbles y Bam-Bam; en la cárcel de Rock Vegas, Pedro dijo todos los problemas que ha pasado, por tratar de dar a su hija Pebbles, una boda agradable y eso lleva a la pandilla de "Los Asaltantes de Bodas", a confesar sus crímenes cometidos, lo que causó el enojo de la madre de los Whackers y por lo tanto, los 3 miembros de la pandilla terminaron quedándose en la cárcel. Finalmente, Pedro, Pablo, Pebbles y Bam-Bam fueron liberados, luego de que Pablo pagó la mitad del dinero, que ganó en la ruleta de la suerte y con la otra mitad, pagaría la realización de la boda de los chicos. Pedro, Pablo, Pebbles y Bam-Bam regresan a Piedradura, escoltados por la policía de Rock Vegas y se reencuentran con Vilma, Betty, Dino (la mascota de Pedro) y los otros. En la realización de la boda, Sr. Slate decide arrepentirse de haber despedido a Pedro y lo vuelve a contratar, Pearl y Vilma pidieron disculpas a Pedro, por el error que cometieron y el abuso que le dieron, mientras que Pebbles y Bam-Bam por fin se convierten en marido y mujer, por lo que logran casarse en Piedradura, lugar donde ellos nacieron. En la realización del banquete de bodas, Pebbles y Bam-Bam les cuenta a sus padres, que se están moviendo a Hollyrock, luego de que Pablo pagara su camino con la mitad restante de sus ganancias de Rock Vegas, por lo que Pedro se enoja con Pablo y empiezan a discutir como termina la película.

## Reparto
- Henry Corden como Pedro Picapiedra.
- Frank Welker como Pablo Mármol y Dino.
- Jean Vander Pyl como Vilma Picapiedra y Martha Slate.
- B.J. Ward como Betty Mármol.
- Janet Waldo como Perla Slaghoople y las voces adicionales.
- Megan Mullally como Pebbles Picapiedra.
- Jerry Houser as Bam-Bam Mármol.
- John Stephenson como Mr. George Slate
- Joseph Barbera actúa como el mismo.
- William Hanna actúa como el mismo.

### Voces adicionales
- June Foray
- Ronnie Schell
- Charlie Brill
- Greg Burson
- Michael Bell
- Ruth Buzzi
- Randy Crenshaw
- Joan Gerber
- Pat Harrington, Jr.
- Nick Jameson
- Kip King
- Brian Stokes Mitchell
- Don Messick
- Henry Polic II
- Howard Morris
- Don Reed
- Darryll Phinnessee
- Alan Oppenheimer
- Roger Rose

## Lanzamiento
Warner Home Video lanzó la película en VHS el 21 de abril de 1998, pero que ahora está fuera de impresión. El 9 de octubre de 2012, Warner Archivo lanzó  The Flintstones- I Yabba-Dabba Do!  En DVD en la región 1, como parte de su Colección de Clásicos Hanna-Barbera. Esta es una (MOD) liberación Fabricación-on-Demand, disponible a través de la tienda en línea de Warner, Amazon.com y Wal-Mart.com.